# Дикс (Илиноис)
Дикс (енгл. Dix) град је у америчкој савезној држави Илиноис.

## Демографија
По попису из 2010. године број становника је 461, што је 33 (-6,7%) становника мање него 2000. године.
| Група             | 2000.       | 2010.       |
| Белци             | 485 (98,2%) | 439 (95,2%) |
| Афроамериканци    | 1 (0,2%)    | 4 (0,9%)    |
| Азијати           | 4 (0,8%)    | 7 (1,5%)    |
| Хиспаноамериканци | 2 (0,4%)    | 8 (1,7%)    |
| Укупно            | 494         | 461         |